# Aimi Kobayashi

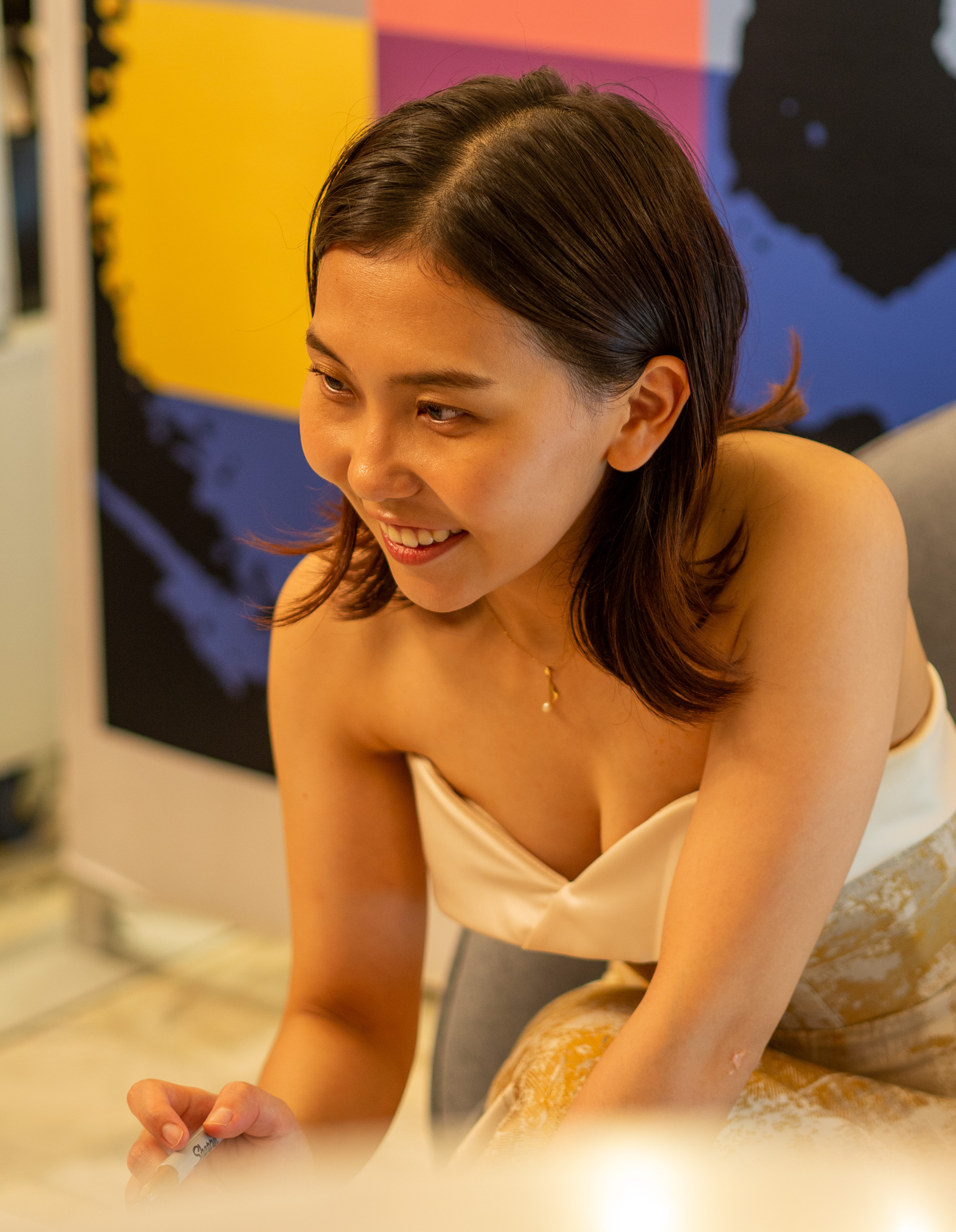
Aimi Kobayashi, 2022

Aimi Kobayashi (jap. 小林 愛実, Kobayashi Aimi; * 23. September 1995 in Ube) ist eine klassische Pianistin, die heute in Tokio lebt.

## Leben
Im Alter von drei Jahren hat sie mit dem Klavierspiel begonnen.
2004 hatte sie mit dem Kyushu Symphony Orchestra ihr Konzertdebüt und 2005 ihr internationales im La Salle Cortot der École Normale de Musique de Paris, das in Teilen Europas über La Chaîne Info und in Japan über Tokyo MX ausgestrahlt wurde. Danach trat sie dreimal in der Carnegie Hall (2005, 2006 und 2008) auf. 2006 in Moskau spielte sie in einem von Wladimir Spiwakow dirigierten Konzert. 2008 spielte sie erneut mit ihm und seinem Virtuoso Orchestra in Moskau und St. Petersburg und gab ein Konzert mit dem Filharmonia Krakowska in Krakau.
National spielte sie im März 2007 mit dem Tokyo Philharmonic Orchestra in der Suntory Hall und hatte im April 2007 im Acros Fukuoka ihr erstes Solokonzert. 2009 trat sie mit der Violinistin Anastasia Tschebotarewa in der Nikkei Hall und mit dem Tokyo New City Orchestra in der Tōkyō Opera City Concert Hall auf.
Am 10. Februar 2010 erschien ihr Debüt-Album mit dem Titel Kobayashi Aimi Debut! (小林愛実デビュー！) bei EMI Classics. Januar 2011 hat sie ihren ersten Filmauftritt in dem Film Nemuri Yusurika (ネムリユスリカ), der im November in die Kinos kam und in dem sie Klavierstücke spielte. Ihr zweites Album Netsujō (熱情) erschien am 9. März 2011.
Am 3. April 2011 trat sie beim japanischen Musikfestival mit Seiji Ozawa in der Carnegie Hall auf.

## Preise
Von 2001 bis 2004 gewann sie vier Mal in Folge die PTNA Piano Competition. 2003 gewann sie den Hupfer Memorial Piano Concours von Tosu und 2004 die 5. International Chopin Piano Competition in Asia. 2005 folgte der 1. Platz im Zen-Nippon Gakusei Ongaku Concours (全日本学生音楽コンクール, dt. „All-japanischer Schülermusikwettbewerb“), wobei sie die erste Viertklässlerin in der Endrunde ihrer Kategorie seit dem 59-jährigen Bestehen des Preises war. Es folgten der Aiko-Iguchi-Preis, der Nomura-Preis, der Tsuzuki-Musikpreis und der Mainichi-Shogakusei-Shimbun-Preis.
Des Weiteren gewann sie dreimal den Eikō Bunka-shō (栄光文化賞, dt. „glänzender-Ruhm-Kulturpreis“) der Präfektur Yamaguchi.
Beim XVIII. Internationalen Klavierwettbewerb Frederic Chopin im Jahre 2021 belegte sie den 4. Platz (ex aequo mit Jakub Kuszlik).

## Auszeichnungen für Musikverkäufe
| Goldene Schallplatte - Polen - 2024: für das Album Chopin. Koncert e-moll, 24 Preludia, Mazurki, Polonez-Fantazja |

| Land/RegionAuszeichnungen für Musikverkäufe (Land/Region, Auszeichnungen, Verkäufe, Quellen) | Gold  | Platin | Verkäufe | Quellen |
| -------------------------------------------------------------------------------------------- | ----- | ------ | -------- | ------- |
| Polen (ZPAV)                                                                                 | Gold1 | —      | 10.000   | olis.pl |
| Insgesamt                                                                                    | Gold1 | —      |          |         |